# Sundhammar och Tofta
Sundhammar och Tofta var en av SCB avgränsad och namnsatt småort i Kungälvs kommun i Västra Götalands län. Den omfattade bebyggelse i de två byarna belägna i Torsby socken. Området räknas sedan 2015 som en del av tätorten Kovikshamn.